# Enriquecimiento ambiental

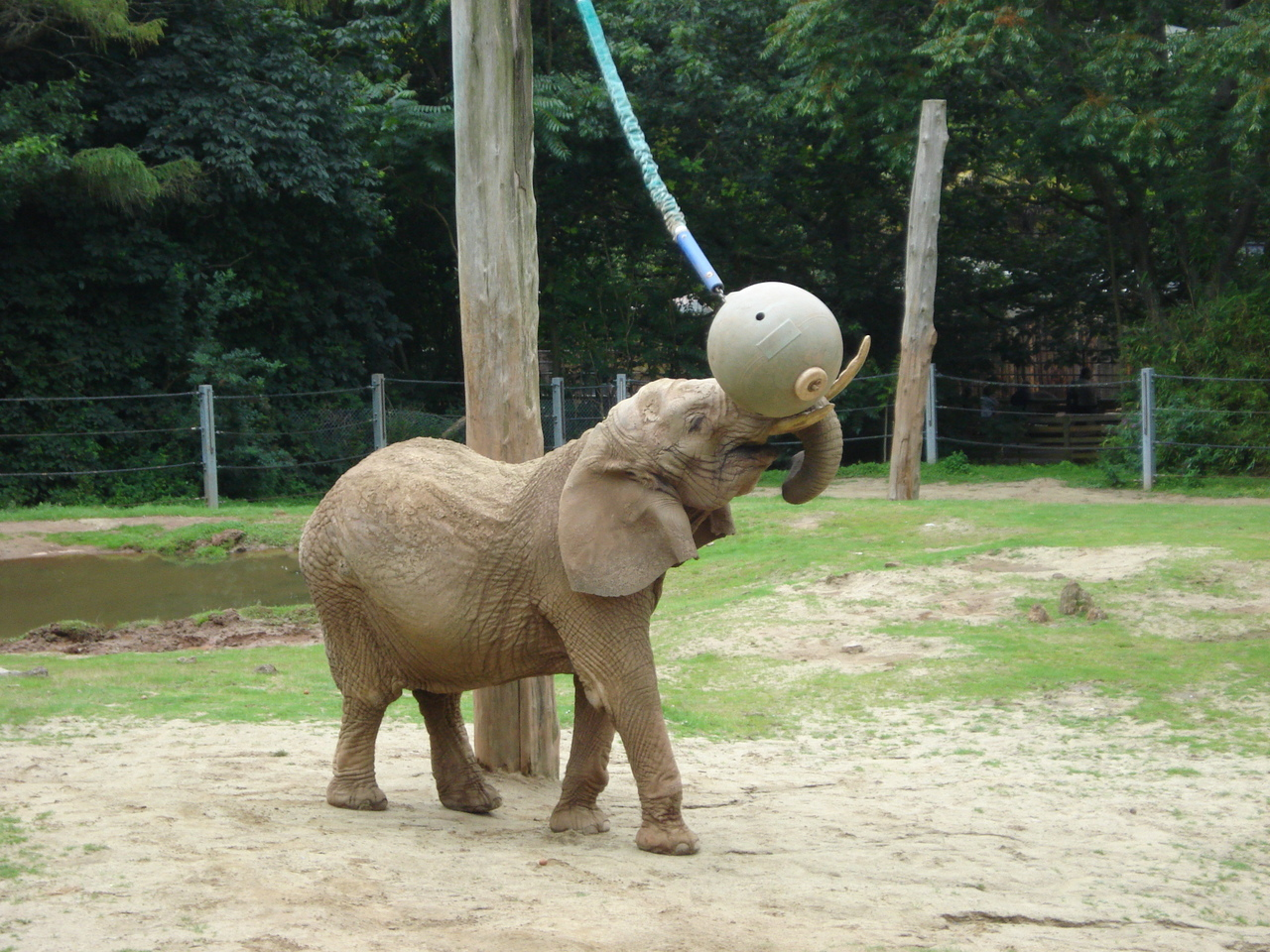
Elefante manipulando una bola suspendida incluida en el enriquecimiento ambiental de su instalación.

El enriquecimiento ambiental en el cuidado de los animales en cautividad consiste en mejorar su bienestar tanto físico como psicológico identificando y proporcionándoles los estímulos ambientales necesarios para optimizar su calidad de vida. El objetivo del enriquecimiento ambiental es mejorar o mantener la salud física y mental aumentando la cantidad de comportamientos específicos de la especie que realice el animal, incrementar la utilización positiva del espacio de cautiverio, prevenir o reducir la frecuencia de comportamientos anormales como los movimientos estereotipados y aumentar la capacidad individual para afrontar los desafíos de la cautividad. El enriquecimiento ambiental puede beneficiar a un gran espectro de vertebrados e invertebrados como los mamíferos terrestres, mamíferos marinos, aves, anfibios, reptiles, pulpos y arañas.
El enriquecimiento ambiental se puede proporcionar a cualquier animal que permanezca en cautividad incluidos:
- los animales de los zoos e instalaciones similares;[9]
- los animales de los refugios y granjas.[10]
- los animales usados para la investigación[11]
- los animales de compañía como perros, gatos, loros, cacatúas, conejos, etc.[12]

## Tipos de enriquecimiento

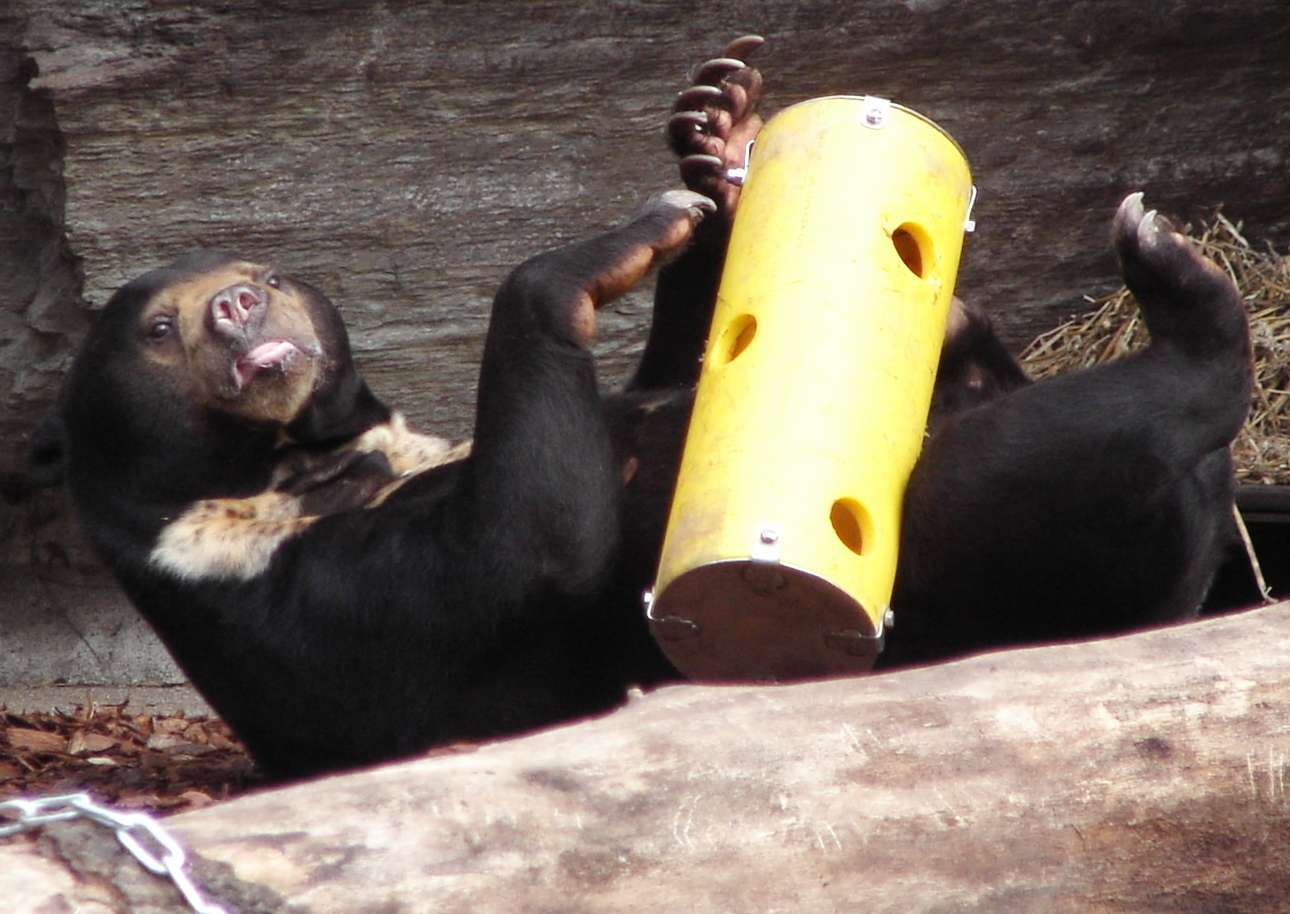
Enriquecimiento alimenticio: cilindro hueco perforado para que los osos se entretengan sacando la comida de su interior.

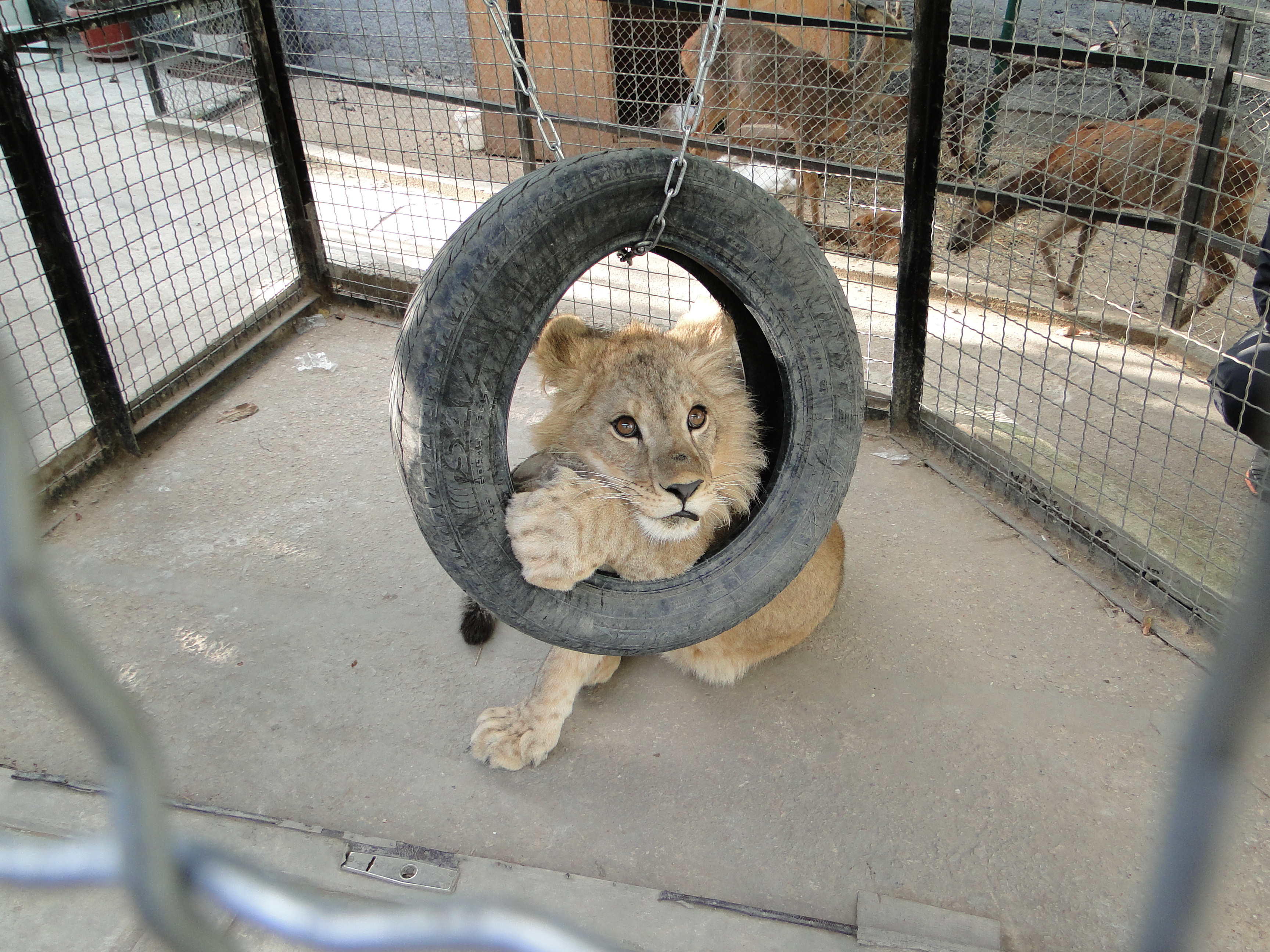
Instalación para cachorros de león con un columpio que pueden manipular y rodeado de antílopes que estimulan sus sentidos.

El aporte de cualquier estímulo que suscite el interés de los animales de forma positiva puede considerarse enriquecimiento, incluyendo objetos naturales y artificiales, aromas distintos, alimentos novedosos o preparados de diferente forma. La mayoría de los estímulos de enriquecimiento se dividen en seis grupos:
- sensorial: estímulos para los sentidos de los animales tanto visuales, olfativos, audibles, táctiles o gustativos;
- alimentación: consiste en convertir la alimentación en un reto. Puede realizarse con diversos métodos, presentar la comida de forma que les obligue a resolver pequeños problemas que animen a los animales a investigar, manipular y trabajar para obtenerla como hacen en la naturaleza, como escondida en diversos objetos diseñados para dificultar su acceso, meter alimentos en hielo en el verano, colocar alimentos en dispositivos mecánicos móviles que simulen presas, etc.
- manipulación: proporcionar elementos que puedan manipular con sus patas, boca, cabeza, cuernos, etc. Esto provoca el comportamiento de investigación y el juego exploratorio;
- medioambiental: mejorar el hábitat donde se encierra a los animales para añadir cambios o aumentar la complejidad del ambiente;
- social: proporcionar a los animales oportunidades para interactuar con otros, tanto de su especie como de otras;
- entrenamiento: entrenar a los animales en diferentes tareas mediante reforzamiento positivo o habituación.

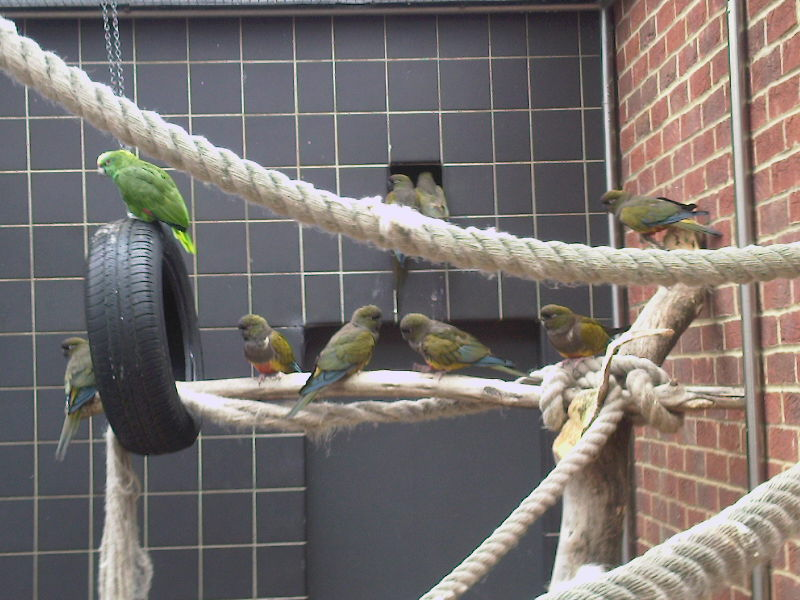
Enriquecimiento medioambiental: aviario para loros con elementos para que puedan trepar y colgarse.

Se puede argumentar que un estímulo puede considerarse enriquecimiento incluso si el animal reacciona de forma negativa, como por ejemplo olores desagradables, aunque deben evitarse los estímulos que provoquen miedo o estrés extremo y estímulos que puedan causar dolor al animal. Opiniones contrarias consideran que el enriquecimiento solo debe provocar comportamientos positivos.
Los zoológicos modernos a menudo están diseñados con instalaciones enriquecidas medioambientalmente. Por ejemplo en el Zoo de Denver la exhibición de depredadores permite a los carnívoros africanos rotar entre varios recintos, proporcionando a los animales de espacios diferentes y exponiéndolos a los olores de los demás.

## Evaluar el éxito del enriquecimiento
Se pueden usar diversos métodos para evaluar el enriquecimiento ambiental proporcionado. Se basan en la premisa de que los animales en cautividad deben realizar comportamientos similares a los del etograma de su especie, se debe permitir a los animales realizar las actividades e interacciones que prefieran (realizando tests de preferencias), y se debería permitir a los animales realizar aquellas actividades para las que estén más motivados (realizando test de motivación).
El éxito del enriquecimiento ambiental se puede evaluar cuantificando el grado de los indicadores de bienestar animal fisiológicos y etológicos. Además de los mencionados anteriormente, entre los indicadores etológicos se incluyen la incidencia de comportamientos anormales (por ejemplo movimientos estereotipados, estudios de los sesgos cognitivos, y los efectos de la frustración). Entre los indicadores fisiológicos están la frecuencia cardíaca, la presencia de corticosteroides, la función immune, la neuorobiología, calidad de la cáscara de los huevos la termografía.

## Regulaciones

### Estados Unidos
Las enmiendas realizadas en 1985 en la ley de bienestar animal de Estados Unidos por la secretaria de agricultura establecen regulaciones para proporcionar ambientes físicos adecuados para el bienestar psicológico de los primates y ejercicio para los perros. Posteriormente se incluyeron estándares para la mejora de los ambientes de los primates no humanos (incluyendo la provisión de grupos sociales y enriquecimiento ambiental) en la sección 3.81 de las regulaciones de bienestar animal (CRF 9). Los conceptos relacionados con las necesidades de comportamiento y enriquecimiento ambiental se incorporaron además en los estándares para los mamíferos marinos, voladores y acuáticos.